# Claude Berri
Pour les articles homonymes, voir Berel, Berri et Langmann.
Ne doit pas être confondu avec Richard Berry.
Claude Langmann, dit Claude Berri, né le 1er juillet 1934 à Paris et mort dans la même ville le 12 janvier 2009, est un réalisateur, scénariste, producteur de cinéma et acteur français.
Surnommé « le dernier nabab » ou « le parrain » du cinéma français, il est considéré comme l'un des grands réalisateurs (Tchao Pantin, Jean de Florette et Manon des sources, Je vous aime) et producteurs de films (Tess, L'Ours, Astérix et Obélix : Mission Cléopâtre, Bienvenue chez les Ch'tis) du cinéma français. Il a également été président de la Cinémathèque française, de 2003 à 2007.
Claude Berri était aussi un amateur averti d'art moderne et contemporain, auquel il a consacré l'Espace Claude Berri, ouvert à Paris de 2008 à 2009.

## Biographie
Claude Beri Langmann est issu d'une famille juive ashkénaze. Il est le fils d'un fourreur polonais, Hirsch Langmann, et d'une ouvrière roumaine, Beila Bercu, installés au 8 passage du Désir, dans le 10e arrondissement de Paris. Pendant la Seconde Guerre mondiale, il est caché par Raymonde Letournel. Il exerce brièvement le métier paternel, tout en suivant des cours de théâtre où il se lie avec Gérard Lebovici.
Claude Beri abandonne son patronyme Langmann pour « Berri » quand il devient acteur : Beri est la traduction faite par l’état civil de son prénom roumain Berel.

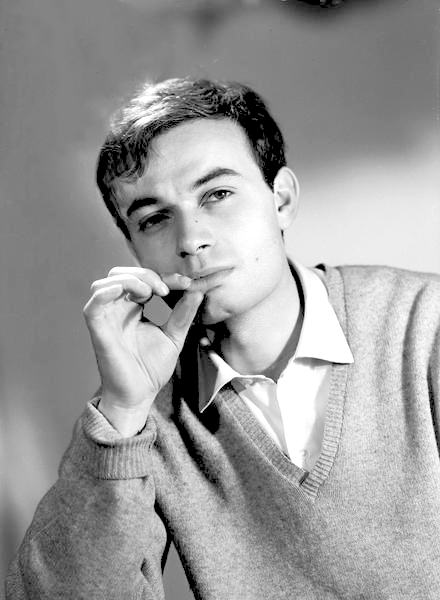
Claude Berri en 1958 (Studio Harcourt).

Il joue pour la première fois au théâtre dans les Mardis du théâtre Caumartin, sous la direction de Jacques Pierre (devenu réalisateur de télévision) et Jacques Ruisseau. Il interprète « le fils », dans Tchin-Tchin, de et avec François Billetdoux, au théâtre de Poche de Paris. Dans cette pièce de théâtre, il se lie d'amitié avec la comédienne Katharina Renn, qui inspirera le nom pour sa société de production.
Il fonde et dirige également la société de production Films 7, qui rejoindra également le périmètre de Pathé en 2005. Elle compte nombre de classiques du cinéma français : Les Ripoux, Ripoux contre ripoux, Astérix et Obélix contre César…
Il tourne le court métrage de fiction Le Poulet qui lui vaut l'Oscar du meilleur court métrage en prises de vues réelles en 1966.
Il gagne ensuite le concours Naissance d'une Étoile devant Jacques Ruisseau, ce qui lui offre un rôle dans La Vérité de Henri-Georges Clouzot avec Brigitte Bardot, la jeune comédienne Marie Laforêt gagnant, pour sa part, le 1er prix de ce concours, et un rôle principal du Plein Soleil de René Clément.
Claude Berri a réalisé et a produit quelques-uns des plus grands succès du box-office français. En tant que réalisateur, Le Vieil Homme et l'Enfant (Michel Simon) en 1967, Le Maître d'école (Coluche) en 1981, Tchao Pantin (Coluche et Richard Anconina) en 1984, les adaptations de l'œuvre de Marcel Pagnol Jean de Florette et Manon des sources en 1986, ainsi que Germinal, d'après le roman d'Émile Zola (Gérard Depardieu, Jean Carmet, Renaud Séchan) en 1993 ; en tant que producteur, Deux heures moins le quart avant Jésus-Christ (Coluche, Mimi Coutelier, Jean Yanne, Michel Serrault) en 1982, Banzaï (Coluche) en 1983, Astérix et Obélix contre César (Christian Clavier, Michel Galabru, Claude Piéplu, Pierre Palmade, Daniel Prévost, Sim et Gérard Depardieu) en 1999, Astérix et Obélix : Mission Cléopâtre (Claude Rich, Gérard Depardieu, Christian Clavier et Jamel Debbouze) en 2002, Bienvenue chez les Ch'tis (Michel Galabru, Dany Boon et Kad Merad) en 2008. En 2008, il est le premier lauréat du prix Daniel Toscan du Plantier récompensant le meilleur producteur de l'année.
Avec Nathalie Rheims, il crée la société Hirsch Production — Hirsch était le prénom de son père — qui produit notamment L'un reste, l'autre part, Le Démon de midi, La Maison du bonheur, Ensemble, c'est tout, La Graine et le Mulet, Bienvenue chez les Ch'tis.
Devenu en 2003 président de la Cinémathèque française, il démissionne en 2007 de son poste pour raisons personnelles, mais demeure président d'honneur de l'institution,. Il est par ailleurs le fondateur de la Cinémathèque universitaire de l'université Sorbonne-Nouvelle.

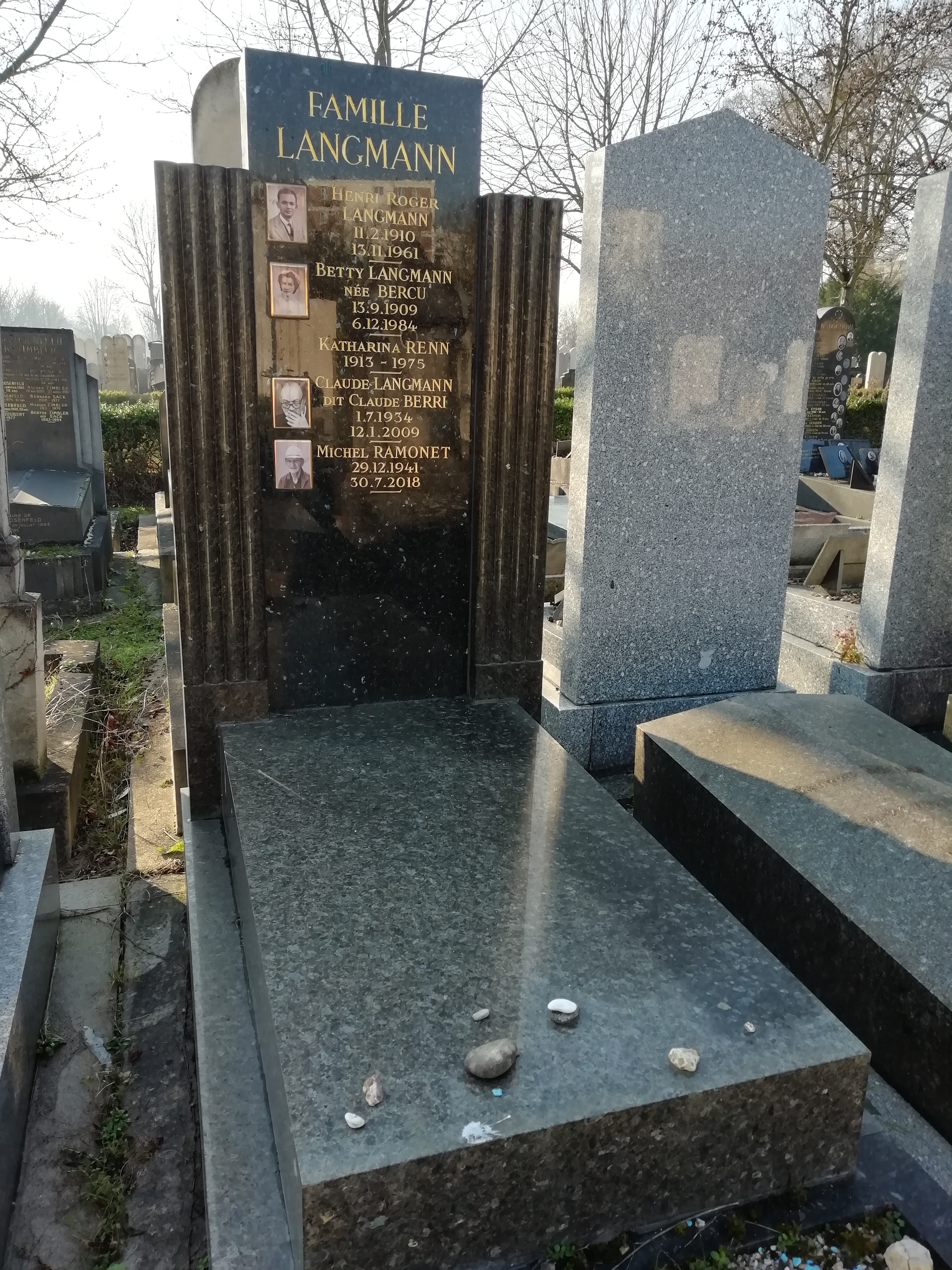
Tombe de Claude Berri au cimetière parisien de Bagneux (carré juif).

Il fait une de ses dernières apparitions publiques lors des obsèques de Guillaume Depardieu, le 17 octobre 2008 à Bougival.
En 2006, il est victime d'un accident vasculaire cérébral. Dans la nuit du samedi au dimanche 11 janvier 2009, il est admis en réanimation au service des urgences de l'hôpital de la Salpêtrière, à Paris. Souffrant d'un « hématome intracrânien » selon les précisions de l'hôpital, il meurt dans la matinée du 12 janvier des suites d'un AVC. Il est inhumé le 15 janvier au cimetière parisien de Bagneux (23e division), en présence de nombreux collaborateurs : Anouk Aimée, Christine Albanel, Richard Anconina, Jean-Jacques Annaud, Fanny Ardant, Emmanuelle Béart, Dominique Besnehard, Bertrand Blier, Michel Boujenah, Alain Chabat, Etienne Chatiliez, Costa-Gavras, Mireille Darc, Alain Delon, Emilie Dequenne, Catherine Deneuve, Isabelle Nanty, Roman Polanski, Mathilde Seigner, Agnès Soral, Alain Souchon, Alain Terzian et Danièle Thompson,.
Il venait tout juste de commencer le tournage de Trésor, avec Alain Chabat et Mathilde Seigner. Le réalisateur François Dupeyron, qui secondait Berri compte tenu de son état de santé, termine le film.

### Collection d'art
Claude Berri eut la passion de l'art et en devint collectionneur lorsque sa maison fut cambriolée lors du tournage de Jean de Florette. En février 2011, ses fils Darius et Thomas Langmann vendent sa collection d'art contemporain, dont quatre Robert Ryman, un Ad Reinhardt et Lucio Fontana, à l'émirat du Qatar pour une valeur de 50 millions d'euros, alors qu'une dation était initialement prévue en faveur du Centre Pompidou.

### Famille
Claude Berri vit avec l'actrice débutante Marlène Jobert au début des années 1960.
Il est ensuite l'époux d'Anne-Marie Rassam, née en 1944. Souffrant d'un trouble bipolaire, elle se défenestre en 1997 de l'appartement de la mère d'Isabelle Adjani. Il se sentira toujours coupable de ne pas avoir pu suffisamment l'aider. En 2000, leur fils, l'acteur Julien Rassam, se blesse gravement en tombant de la fenêtre du troisième étage d'un hôtel parisien. Devenu tétraplégique, il se suicide en février 2002. À la suite de ces drames, Claude Berri a souffert d'une grave dépression.
Son deuxième fils est le producteur Thomas Langmann.
De son deuxième mariage avec la costumière Sylvie Gautrelet, Claude Berri a eu un troisième fils, Darius Langmann.
Il est, par la suite, le dernier compagnon de Nathalie Rheims de 1998 à sa mort.

## Théâtre
- 1958 : Procès à Jésus de Diego Fabbri, mise en scène Marcelle Tassencourt, théâtre Hébertot
- 1959 : Tchin-Tchin de François Billetdoux, mise en scène François Darbon, Poche Montparnasse
- 1962 : Les Petits Renards de Lillian Hellman, mise en scène Pierre Mondy, théâtre Sarah-Bernhardt

## Filmographie

### Réalisateur
- 1962 : Le Poulet (court-métrage)
- 1964 : Les Baisers (segment « Baiser de 16 ans »)
- 1964 : La Chance et l'Amour (segment « La Chance du guerrier »)
- 1966 : Le Vieil Homme et l'Enfant[N 1]
- 1968 : Mazel Tov ou le Mariage
- 1970 : Le Pistonné
- 1970 : Le Cinéma de papa[N 1]
- 1972 : Sex-shop
- 1975 : Le Mâle du siècle
- 1976 : La Première fois
- 1977 : Un moment d'égarement
- 1980 : Je vous aime[N 2]
- 1981 : Le Maître d'école
- 1983 : Tchao Pantin[N 3]
- 1986 : Jean de Florette
- 1986 : Manon des sources
- 1990 : Uranus
- 1993 : Germinal
- 1996 : Lucie Aubrac
- 1999 : La Débandade
- 2001 : Une femme de ménage
- 2004 : L'un reste, l'autre part
- 2006 : Ensemble, c'est tout
- 2009 : Trésor

### Scénariste ou adaptateur
- 1962 : Janine (court métrage) de Maurice Pialat (scénariste, dialoguiste et acteur)
- 1972 : L'Œuf de Jean Herman (adaptateur)
- 1985 : Le Fou de guerre de Dino Risi (adaptateur français du scénario et producteur)

### Producteur
- 1962 : Le Poulet de Claude Berri
- 1967 : Marie pour mémoire de Philippe Garrel - producteur associé
- 1968 : Oratorio for Prague court-métrage documentaire de Jan Němec
- 1969 : L'Enfance nue de Maurice Pialat
- 1970 : Le Pistonné de Claude Berri
- 1970 : La Maison de Gérard Brach
- 1972 : L'Œuf de Jean Herman
- 1973 : Pleure pas la bouche pleine de Pascal Thomas
- 1975 : Le Mâle du siècle de Claude Berri
- 1976 : Je t'aime moi non plus de Serge Gainsbourg - (coproducteur)
- 1978 : Vas-y maman de Nicole de Buron (non crédité)
- 1979 : Tess de Roman Polanski
- 1980 : Inspecteur la Bavure de Claude Zidi
- 1982 : Deux heures moins le quart avant Jésus-Christ de Jean Yanne
- 1983 : L'Africain de Philippe de Broca
- 1983 : Banzaï de Claude Zidi
- 1983 : L'Homme blessé de Patrice Chéreau
- 1983 : La Femme de mon pote de Bertrand Blier
- 1983 : Garçon ! de Claude Sautet
- 1985 : Les Enragés de Pierre-William Glenn
- 1985 : Le Fou de guerre de Dino Risi (également adaptation française)
- 1987 : Hôtel de France de Patrice Chéreau
- 1988 : À gauche en sortant de l'ascenseur d'Édouard Molinaro
- 1988 : L'Ours de Jean-Jacques Annaud
- 1988 : Trois places pour le 26 de Jacques Demy
- 1988 : La Petite Voleuse de Claude Miller
- 1989 : Valmont de Miloš Forman
- 1992 : L'Amant de Jean-Jacques Annaud
- 1993 : Une journée chez ma mère de Dominique Cheminal
- 1994 : La Reine Margot de Patrice Chéreau
- 1994 : La Séparation de Christian Vincent
- 1995 : Les Trois Frères de Didier Bourdon et Bernard Campan (également acteur)
- 1995 : Gazon maudit de Josiane Balasko - (producteur exécutif)
- 1996 : Le Roi des Aulnes (Der Unhold) de Volker Schlöndorff - (producteur exécutif)
- 1997 : Didier d'Alain Chabat
- 1997 : Arlette de Claude Zidi
- 1997 : Le Pari de Didier Bourdon et Bernard Campan
- 1998 : Mookie d'Hervé Palud - (producteur associé)
- 1999 : Astérix et Obélix contre César de Claude Zidi
- 1999 : Mauvaise Passe de Michel Blanc
- 2001 : La Boîte de Claude Zidi
- 2001 : Ma femme est une actrice d'Yvan Attal
- 2002 : Amen. de Costa-Gavras
- 2002 : Astérix et Obélix : Mission Cléopâtre d'Alain Chabat
- 2003 : Le Bison (et sa voisine Dorine) d'Isabelle Nanty
- 2003 : Une femme de ménage de Claude Berri
- 2003 : Les Sentiments de Noémie Lvovsky
- 2004 : San-Antonio de Frederic Auburtin
- 2004 : Ils se marièrent et eurent beaucoup d'enfants d'Yvan Attal
- 2005 : L'un reste, l'autre part de Claude Berri
- 2005 : Les Enfants de Christian Vincent
- 2005 : Le Démon de midi de Marie-Pascale Osterrieth
- 2005 : La Maison du bonheur de Dany Boon
- 2007 : Ensemble, c'est tout de Claude Berri
- 2007 : La Graine et le Mulet d'Abdellatif Kechiche
- 2008 : Bienvenue chez les Ch'tis de Dany Boon

### Acteur

#### Téléfilms
- 1959 : Cristobal de Lugo de Jean-Paul Carrière
- 1960 : Un beau dimanche de septembre de Marcel Cravenne : Michel

#### Séries télévisées
- 1958 : Les Cinq Dernières Minutes : Réactions en chaîne de Claude Loursais : le steward
- 1964 : Les Cinq Dernières Minutes : 45 tours… et puis s'en vont de Bernard Hecht : Marcel Limonest

#### Cinéma
- 1953 : Rue de l'Estrapade de Jacques Becker (silhouette, non crédité)
- 1953 : Le Bon Dieu sans confession de Claude Autant-Lara : Thierry (non crédité)
- 1954 : Le Blé en herbe de Claude Autant-Lara : le fils du forain (non crédité)
- 1955 : French Cancan de Jean Renoir : un jeune homme à l'inauguration (non crédité)
- 1958 : Les Jeux dangereux de Pierre Chenal : Un jeune
- 1959 : Asphalte de Hervé Bromberger (non-crédité)
- 1959 : J'irai cracher sur vos tombes de Michel Gast : David
- 1960 : Les Bonnes Femmes de Claude Chabrol : un copain de Jane
- 1960 : La Vérité de Henri-Georges Clouzot : Georges
- 1961 : Janine (court-métrage) de Maurice Pialat Claude[N 4]
- 1961 : La Bride sur le cou de Roger Vadim : Bernard
- 1961 : Les lâches vivent d'espoir de Claude Bernard-Aubert
- 1962 : Les Sept Péchés capitaux (film à sketches) de Claude Chabrol : André (segment « L'Avarice »)
- 1964 : Et vint le jour de la vengeance (Behold a Pale Horse) de Fred Zinnemann
- 1965 : Compartiment tueurs de Costa-Gavras : un porteur (non crédité)
- 1965 : Le Temps d'apprendre à vivre (court métrage) de Henri Graziani : Simon
- 1966 : La Ligne de démarcation de Claude Chabrol : le chef de famille juif (non crédité)
- 1969 : Mazel Tov ou le Mariage de Claude Berri : Claude
- 1970 : Le Cinéma de papa de Claude Berri : Claude
- 1972 : Sex-shop de Claude Berri : Claude
- 1975 : Le Mâle du siècle de Claude Berri : Claude
- 1981 : Le Roi des cons de Claude Confortès : l'agent de police
- 1982 : Deux Heures moins le quart avant Jésus-Christ de Jean Yanne : le psychanalyste de César (scène coupée)
- 1983 : L'Homme blessé de Patrice Chéreau : le client
- 1990 : Stan the Flasher de Serge Gainsbourg : Stan Goldberg
- 1994 : La Machine de François Dupeyron : Hughes
- 1995 : Les Trois Frères de Didier Bourdon et Bernard Campan : le président du tribunal
- 1997 : Didier d'Alain Chabat : type à l'aéroport
- 1998 : Un grand cri d'amour de Josiane Balasko : Maillard[N 5]
- 1999 : La Débandade de Claude Berri : Claude Langmann
- 2001 : Les Rois mages de Didier Bourdon et Bernard Campan : un passant (non crédité)
- 2001 : Va savoir de Jacques Rivette : le libraire
- 2002 : Astérix et Obélix : Mission Cléopâtre d'Alain Chabat : le peintre de Cléopâtre
- 2003 : Les Clefs de bagnole de Laurent Baffie : lui-même
- 2004 : Ils se marièrent et eurent beaucoup d'enfants d'Yvan Attal : le père de Vincent
- 2007 : Jacquou le Croquant de Laurent Boutonnat : un villageois

#### Apparitions documentaires
- 1995 : L'Univers de Jacques Demy d'Agnès Varda : lui-même
- 2003 : Claude Berri, le dernier nabab (téléfilm) de Mathias Ledoux : lui-même
- 2004 : Le Fantôme d'Henri Langlois de Jacques Richard : lui-même

## Hommages
En hommage à Claude Berri, le centre culturel Claude-Berri à Aniche, construit en 1995, est composé pour partie de L'Idéal Cinéma-Jacques Tati et d' une salle polyvalente.
En 2011, son nom est donné à l'ancienne salle des Pendus de la fosse Arenberg (Wallers) reconvertie en espace événementiel du site d'Arenberg Creative Mine, lieu de tournage du film Germinal devenu pôle d'excellence en image et médias numériques.
Plusieurs odonymes portent le nom de Claude Berri : des rues à Montpellier, Perpignan, Saint-Priest, une impasse à Niort ainsi qu'un mail à Pantin.
Le roman de Jean-Marie Palach, Du sang sur le tapis rouge, Pavillon noir, 2016, s'inspire de la vie de Claude Berri. Le roman Quiconque exerce ce métier stupide mérite tout ce qui lui arrive de Christophe Donner se concentre sur ses liaisons particulières avec Jean-Pierre Rassam et Maurice Pialat,
.